# Henrik II. Brederodski

Henrik (Hendrik), gospod Bréderodski (december 1531 – 15. februar 1568), imenovan tudi grof Brederodski, je bil član nizozemske plemiške družine Gospodov Brederodskih. Bil je svobodni gospod Brederodski in Vianenski ter mestni grof (vikont) Utrechta. Izbran je bil za vodjo Združenja zapriseženih plemičev Nizozemske, ki je podpisalo dokument imenovani "Kompromis plemičev" iz leta 1566, in "Beračev" na začetku osemdesetletne vojne. Brederodski je bil imenovan "Grote Geus" ali "Veliki berač".

## Biografija
Henrik Brederodski je bil rojen v Bruslju kot sin Reinalda III. Brederodskega in Filipote von der Marck. Spreobrnil se je v reformirano vero in se postavil ob bok oranskemu princu in egmontskemu grofu pri upiranju španski inkviziciji in španskemu despotizmu na Nizozemskem. Leta 1566 je bil eden od ustanoviteljev konfederacije plemičev, ki so se s podpisom dokumenta, znanega kot Kompromis plemičev, zavezali k ohranjanju pravic in svoboščin dežele.
5. aprila 1566 je Brederodski v palačo pospremil skupino 300 vitezov, za katere je deloval kot govornik, da bi regentki Margareti Parmski predložili peticijo, v kateri so predstavili njihove pritožbe. Na banketu v hotelu Culemburg 8. aprila, ki mu je predsedoval Bréderodski, so nasprotnike španske vladavine prvič oklicali les Gueux ali "berači". Bréderodskega, "Grote Geus" ali Velikega berača, je Alva pregnal iz Nizozemske in kmalu zatem je umrl v izgnanstvu, star šestintrideset let.
Marca leta 1567 je Brederodski ob podpori prijatelja Lenarta Jansa Graeffa in njegovega brata Dirka Jansa Graeffa ter velikega dela buržoazije postal generalni kapitan mesta Amsterdam. Toda v naslednjem mesecu sta Brederodski in Lenart Jans Graeff odšla in španski general Filipe Noircarmeški je postal vojaški poveljnik Amsterdama.
Henrik je bil potomec starodavne rodbine, dejavne v vojnih in mirovnih zadevah, ki je bila nekaj stoletij naseljena na gradu Brederode v Holandiji severozahodno od vasi Santpoort in po letu 1418 na gradu Batenstein v Vianenu. Leta 1557 se je poročil z Amalijo iz Neuenahra - Alpen, hčerko Gumprehta iz Neuenahra, ki je bila dedna grofica Limburška. V zakonu nista imela otrok, vdova Amalija se je ponovno poročila.